# Snovsk (huyện)
Huyện Snovsk (tiếng Ukraina: Сновський район, chuyển tự: Snovss’kyi raion) là một huyện của tỉnh Chernihiv thuộc Ukraina. Huyện Shchors có diện tích 1283 kilômét vuông, dân số theo điều tra dân số ngày 5 tháng 12 năm 2001 là 30572 người với mật độ 24 người/km2. Trung tâm huyện nằm ở Shchors.